# Mārtiņš Trautmanis
Mārtiņš Trautmanis (né le 7 juillet 1988 à Ventspils, en Lettonie) est un coureur cycliste letton.

## Palmarès
- 2007
  -  Champion de Lettonie du contre-la-montre espoirs
- 2010
  - 3e étape du Tour d'Eure-et-Loir (contre-la-montre par équipes)
- 2011
  -  Champion de Lettonie sur route
  - 2e de la Classic Jean-Patrick Dubuisson
  - 2e des Boucles Nationales du Printemps
- 2012
  - Grand Prix Christian Fenioux
  - 3e de Paris-Chalette-Vierzon
- 2014
  - Trophée cycliste de Lyon :
    - Classement général
    - 1re étape

## Classements mondiaux
| Année           | 2007 | 2008 | 2009 | 2010 | 2011 |
| --------------- | ---- | ---- | ---- | ---- | ---- |
| UCI Europe Tour | 967e |      |      |      | 388e |